# Amauropelma hasenpuschi
Amauropelma hasenpuschi là một loài nhện trong họ Ctenidae.
Loài này thuộc chi Amauropelma. Amauropelma hasenpuschi được miêu tả năm 2001 bởi Raven & Stumkat.